# Annette Groth
Annette Groth (Gadderbaum, 1954. május 16. –) német politikus. 1974 és 1979 között Berlinben tanult fejlődésszociológiát, nép- és üzemgazdaságot, valamint nemzetközi politikát. 1981 és 1984 között tudományos munkatársként dolgozott az Ecumenical Research Exchange (ERE) európai kutatóintézetnél Rotterdamban. Anyanyelvén kívül beszél angolul, franciául, hollandul és spanyolul.